# Andrew Hull Foote
Andrew Hull Foote (12. september 1806 – 26. juni 1863), var admiral i den amerikanske flåde, hvor han gjorde tjeneste under den amerikanske borgerkrig på Unionens side.
Foote kvalificerede sig til optagelse på hærens militærakademi West Point i 1822, men seks måneder senere forlod han akademiet og accepterede en udnævnelse som kadet i den amerikanske flåde og påbegyndte sin uddannelse på flådeakademiet Annapolis. 
Foote gjorde i de følgende år tjeneste i Caribien, Stillehavet og Middelhavet. 
Under tjeneste ved den afrikanske kyst var han meget aktiv i forbindelse med at bekæmpe den organiserede slavehandel i samarbejde med den engelske flåde.
Foote blev udnævnt til kaptajn (commander) i 1856 og fik kommando over et af flådens skibe, som opererede i kinesiske farvande samt virkede som observatør under de britiske operationer (Opiumskrigen) mod kineserne i Canton, Kina.
Ved udbruddet af den amerikanske borgerkrig gjorde han sig specielt bemærket ved tre træfninger ved Fort Henry, Fort Donelson, hvor han blev såret i den ene fod, og ø-nummer 10.
Foote var en af de seniorofficerer, som var ansvarlig for afskaffelse af de tildelte spiritusrationer i flåden i 1862.

## Biografi i forbindelse med flådekarriere
- 1822 – tiltræder Foote som kadet i den amerikanske flåde.
- 1822 – Foote bliver udnævnt til løjtnant.
- 1856 – Foote bliver udnævnt til kaptajn (commander).
- 1862 – Foote bliver udnævnt til kontreadmiral.

## Ekstern henvisning
- Amerikanske krigskibe med navnet Foote (engelsk) Arkiveret 8. marts 2007 hos  Wayback Machine